# Sematophyllum sticticola
Sematophyllum sticticola là một loài Rêu trong họ Sematophyllaceae. Loài này được (Müll. Hal.) S.P. Churchill miêu tả khoa học đầu tiên năm 1989.